# Giovanni Ciraolo
Giovanni Attilio Ciraolo (Reggio Calabria, 24 maggio 1873 – Roma, 5 ottobre 1954) è stato un avvocato, giornalista e politico italiano.

## Biografia
Compiuti gli studi primari e secondari nella sua città natale si trasferisce a Roma, dove si iscrive alla facoltà di giurisprudenza. Negli anni dell'università si dedica ad uno studio particolareggiato delle implicazioni sociologiche del diritto penale. Sostenitore della necessità di creare istituzioni educative dedicate alle fasce più basse e meno istruite della popolazione, specie meridionale, pubblica diversi studi come Il delinquente negativo, Femminilità e delinquenza, Il delitto nelle Calabrie, tutti mirati ad analizzare il fenomeno della delinquenza nel contesto della miseria e dell'arretratezza delle organizzazioni di stampo sociale nelle città meridionali; in contrasto con la prevalente dottrina giuridica del tempo, indirizzata al solo aspetto punitivo del fenomeno, Ciraolo sostiene che il fenomeno della piccola criminalità si può prevenire eliminando gli stati di necessità che spingono le persone a delinquere, e che le cause della delinquenza vanno ricercate nelle condizioni economiche e sociali della maggioranza della popolazione.

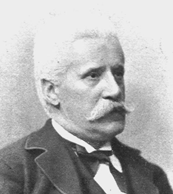
Il senatore Pirro Aporti

Il suo pensiero è quello tipico della Massoneria professionale ed operativa che si riconosce nella loggia calabrese del Rito Simbolico Italiano in cui entra quando Gran Maestro è il senatore Pirro Aporti, col quale condivide la necessità di mettere al centro il miglioramento interiore dell'uomo e la difesa delle parti più deboli della società. E come già aveva fatto Aporti a suo tempo, dopo la laurea mette in secondo piano gli studi per dedicarsi al giornalismo e alla professione forense. Diventerà Presidente del Rito Simbolico Italiano nel 1912-1913 e poi Gran maestro aggiunto onorario del Grande Oriente d'Italia.
Collaboratore dal 1895 di quotidiani e periodici di vario orientamento come il Corriere della Sera, Il Messaggero, La Tribuna, La Vita, Il Giorno ed altri, trasferisce sulle più visibili colonne dei giornali l'idea di creare istituzioni educative, specie per l'infanzia, e riformare in senso rieducativo l'ordinamento penitenziario, affiancando l'altrettanto importante campagna di informazione sulla necessità di creare opere di assistenza e soccorso internazionali per i soccorsi nelle zone colpite da gravi calamità. La base di partenza è la militanza nelle file dell'ancora piccola associazione della Croce Rossa Italiana, cui è legato fin dai tempi dell'università e per la quale nel 1896 ha promosso un'opera di assistenza alle famiglie dei caduti e dei dispersi nella battaglia di Adua. Consulente legale dal 1895, membro del comitato centrale dal 1911, ne dimostra la potenzialità durante la prima guerra mondiale, quando presiede da una parte l'assistenza alle famiglie dei combattenti romani su incarico del comune, dall'altra l'organizzazione ospedaliera nelle zone di operazioni in sinergia col presidente nazionale e con l'organizzazione della sanità militare.

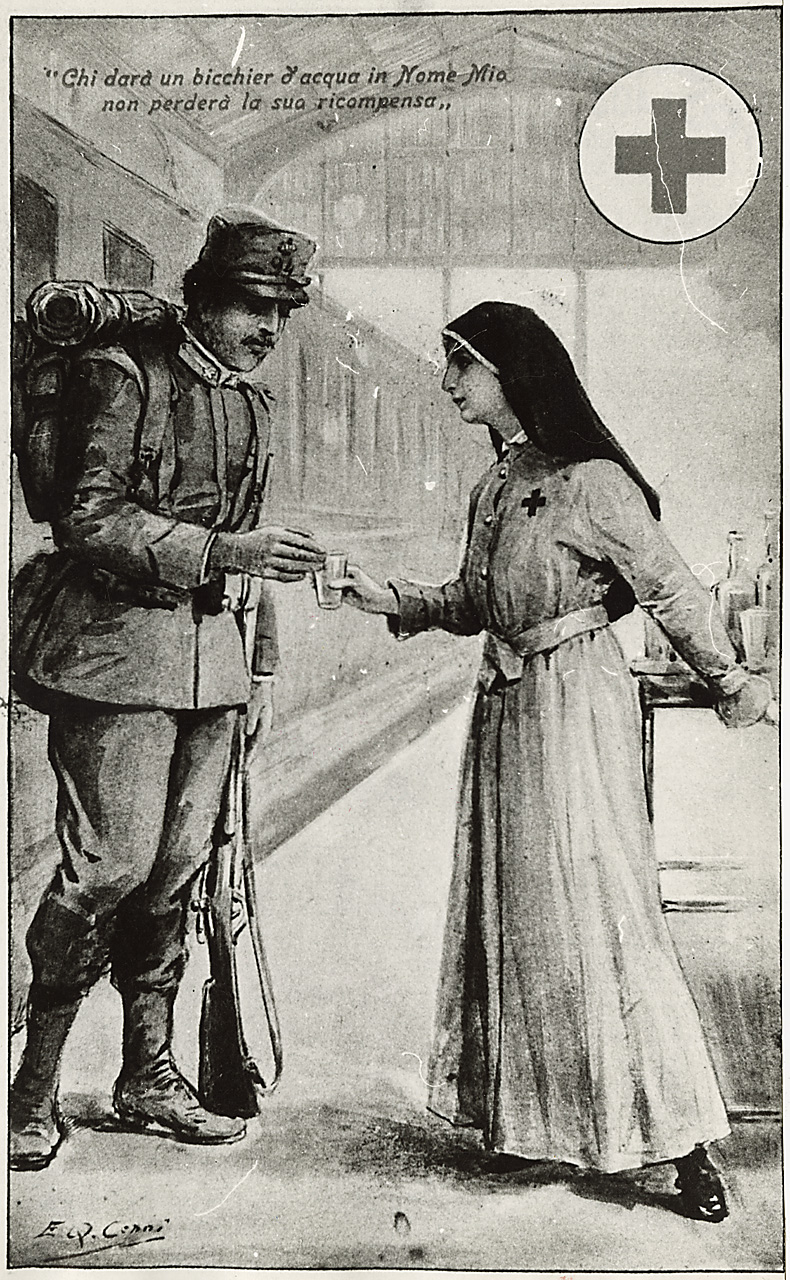
Manifesto con disegno di crocerossina durante la Prima Guerra Mondiale

L'impegno negli anni del conflitto gli vale la vice-presidenza nel 1916 e la presidenza nel 1919, incarico che lo porta a chiudere lo studio di avvocato e a tralasciare, pur senza abbandonarlo, l'impegno giornalistico e il confronto politico. Dopo una prima ed unica esperienza parlamentare nella XXIII legislatura (24 marzo 1909-29 settembre 1913), rifiuta anche la candidatura alle elezioni del 1919 nelle file radicali. Nonostante le buone prospettive declinò l'invito a svolgere attività politica, ritenendo che il presidente di un'associazione non politica, ugualmente garante nei confronti di tutti i gruppi sociali e politici, non dovesse apparire come l'espressione di un singolo schieramento.
Nello stesso anno accetta tuttavia la nomina a senatore a vita, rifiutando l'iscrizione a un singolo gruppo e precisando in sede di giuramento che le istituzioni di bontà e di carità umana sono per i loro Capi ed ispiratori quasi esercizio di una magistratura morale, da non doversi interrompere per alcuna ragione, qualunque sia il ritmo della polemica o della passione politica di un Paese. Dai banchi del Senato si fa promotore delle norme necessarie alla costituzione dell'Unione internazionale di soccorso: l'idea, che risale agli anni dei suoi studi universitari ed è più volte reiterata da giornalista, specie dopo il terremoto di Messina del 1908, viene ufficialmente presentata alla X conferenza internazionale della Croce Rossa del 1921 come "una federazione tra gli Stati, per dar vita ad una Convenzione di mutualità, che garantisce assistenza e soccorso a popolazioni colpite da una calamità sociale o naturale maggiore dei mezzi nazionali di riparo e di salvezza".
L'idea viene portata all'attenzione della Società delle Nazioni nel 1922, che per l'Italia è l'anno della marcia su Roma e dell'avvento di Mussolini al governo. La svolta nazionalista impressa dal fascismo, poco propensa alla cooperazione e del tutto avversa a qualsiasi concetto di uguaglianza, costringe Ciraolo, profondo e convinto antifascista, a fare buon viso a cattivo gioco. Il favore del governo italiano è infatti fondamentale dal momento che italiano è il promotore del progetto e il capo della commissione internazionale di studio costituita allo scopo. Dovendo mantenere una pluralità di rapporti diplomatici in una Europa pervasa da un'ondata di nazionalismi si adatta giocoforza alle superiori direttive con le dimissioni dalla Massoneria e la tessera del PNF come fascista-senatore, approfittando del fatto che le lunghe permanenze all'estero gli consentono di evitare le procedure parlamentari di fascistizzazione dello Stato.
I suoi sacrifici sono comunque premiati. Nel 1927 una conferenza diplomatica riunita a Ginevra dal 4 al 12 luglio, cui prendono parte le delegazioni di quarantatré nazioni, adotta ufficialmente la convenzione e lo statuto dell'Unione, frutto di una lunga serie di consultazioni e di 139 relazioni ufficiali. L'organizzazione diventa operativa solo nel 1933, a procedure di ratifica dei Paesi membri esperite, ma quando si riunisce il suo primo Consiglio generale la situazione politica mondiale è oltremodo cambiata, e molti dei presupposti che ne hanno permesso la costituzione sono venuti meno. È soprattutto il contrasto tra i Paesi europei a minarne le già fragili basi, mentre la crisi economica mondiale degli anni '30 riduce i mezzi finanziari e le capacità tecnico-organizzative. Il suo contributo più rilevante, alla lunga, sarà una serie di studi sulle calamità naturali.
Nonostante il plauso personale di Mussolini all'iniziativa, spesa dal suo governo come "l'epilogo di una lunga preparazione e di proposte di origine italiana" Ciraolo rimane per tutto il ventennio sottoposto ad un discreto ma deciso controllo di polizia, accentuato dopo la votazione per l'elezione alla presidenza del senato di Luigi Federzoni, nella quale è sospettato di essere uno dei trentasette senatori di nomina prefascista che hanno votato scheda bianca. Non si oppone ai Patti lateranensi, ma viene nuovamente preso di mira quando, nel 1930, vota contro alcuni provvedimenti legislativi e una nota dà conto di alcune sue affermazioni sul capo del governo. I controlli e i rapporti non portano tuttavia a nulla perché dal 1933 in poi tutti gli sforzi del Ciraolo sono dedicati all'Unione, della quale è stato nominato presidente e a cui si dedica con encomiabile impegno anche negli anni difficili della seconda guerra mondiale, dove però non riesce a operare alcun intervento.
Passata la guerra viene sottoposto a procedimento di epurazione ma l'Alta Corte di Giustizia per le Sanzioni contro il Fascismo respinge la richiesta di decadenza. Lasciato il senato nel 1946, ormai in avanti con gli anni, si ritira a vita privata continuando ad occuparsi fino all'ultimo dell'Unione.

## Curiosità
Nella sua città natale, Reggio Calabria, porta il suo nome una scuola elementare.